# 伊犁芹
伊犁芹（学名：Ferula transiliensis）是伞形科阿魏属的植物。分布于俄罗斯以及中国大陆的新疆等地，生长于海拔2,100米至2,800米的地区，一般生于砾石质山坡上，目前尚未由人工引种栽培。